# Egglburger See

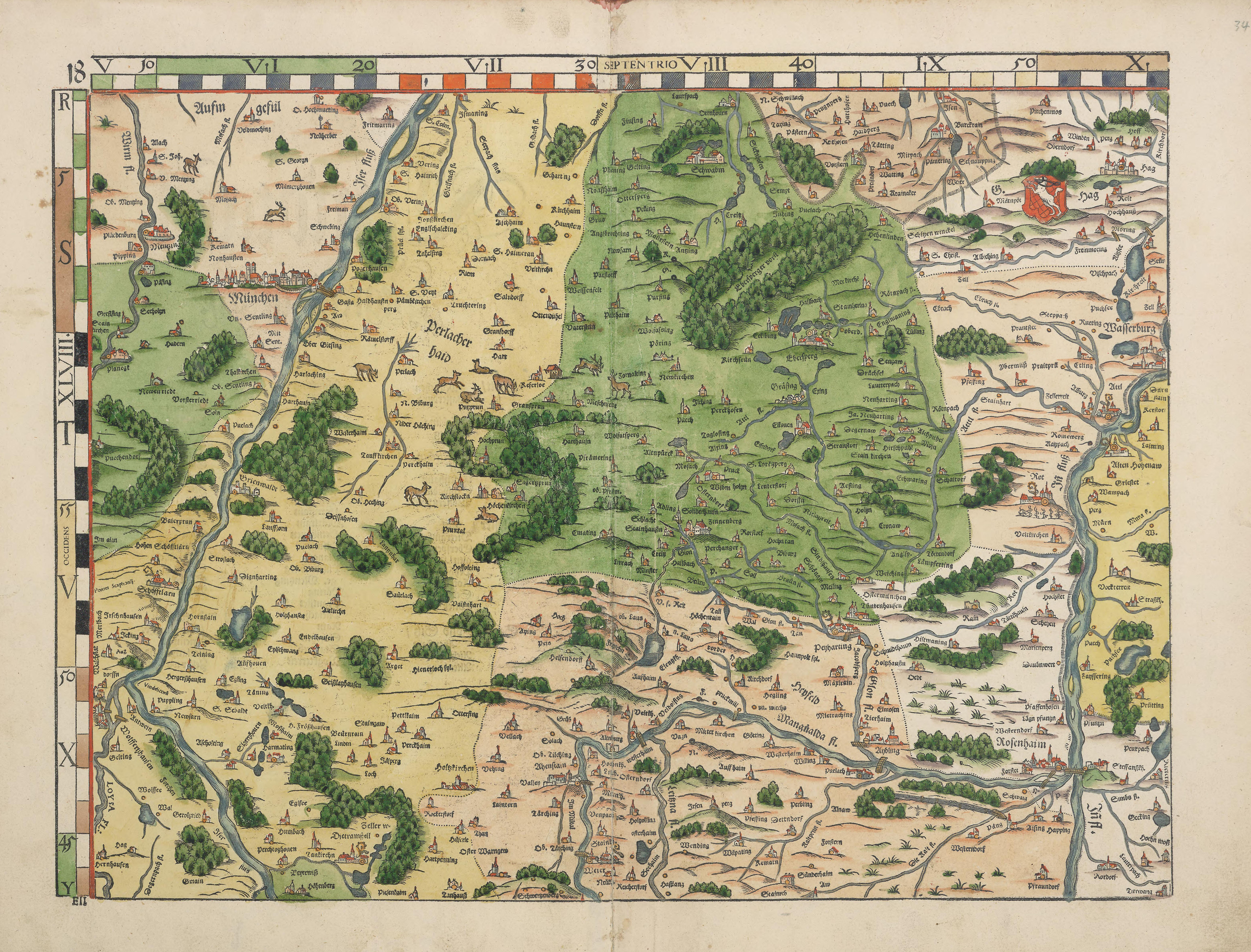
Landtafel 18 von Philipp Apian (1568), mit dem Egglburger See bei Ecklburg südlich des Eberſperger vorst

Der Egglburger See ist der größte See im Landkreis Ebersberg in Oberbayern.

## Lage
Der Egglburger See ist 33 Hektar groß und liegt an der Westseite der Kreisstadt Ebersberg unmittelbar (360 Meter entfernt) am Südrand des Ebersberger Forstes, speziell des Eglhartinger Forstes. Der See ist 1100 Meter lang von Nordwesten nach Südosten, bis zu 410 Meter breit, und liegt auf einer Meereshöhe von 553,0 Metern.
Nach klösterlichen Aufzeichnungen ließ um das Jahr 1040 ein Abt Altmann die Ebrach aufstauen und schuf damit den Egglburger See.
An den Ufern des Sees liegen die Weiler Hinteregglburg und Egglsee sowie das Gehöft Ziegelhof. Südlich des Sees schließt sich ein Moos (Moor und Wiesen) an, wo der Moosbach als größter Zufluss seinen Anfang nimmt. Das Flüsschen Ebrach stellt im Südosten den Abfluss des Egglburger Sees dar. Der Egglburger See steht am Anfang einer Kette kleiner Weiher und Seen entlang der Ebrach.
Da der See in einem Naturschutzgebiet (Vogelfreistätte Eggelburger See, NSG-00098.01) liegt, ist das Baden erst nach dem 1. August erlaubt. Aufgrund der geringen Tiefe von nur etwa zwei Metern und des vielen Schlamms und Schilfs ist er als Badesee wenig geeignet – es handelt sich dagegen um einen bedeutenden Brut- und Rastplatz für z. T. seltene Vögel. In den letzten Jahren hat er vor allem wegen der zunehmenden Verlandung seine Bedeutung als überregional wichtiger Brutplatz für Lachmöwen eingebüßt; die dortige Lachmöwenkolonie war zeitweise eine der größten in Bayern.